# Rue Fessart
La rue Fessart est une voie du 19e arrondissement de Paris, en France.

## Situation et accès
La rue Fessart est une voie publique située dans le 19e arrondissement de Paris. Elle débute au 1, rue de Palestine et se termine au 26, rue Botzaris.

## Origine du nom
La rue porte le nom de M. Fessart, le propriétaire des immeubles avoisinants et, semble-t-il, de ce qui deviendra le parc des Buttes-Chaumont.

## Historique

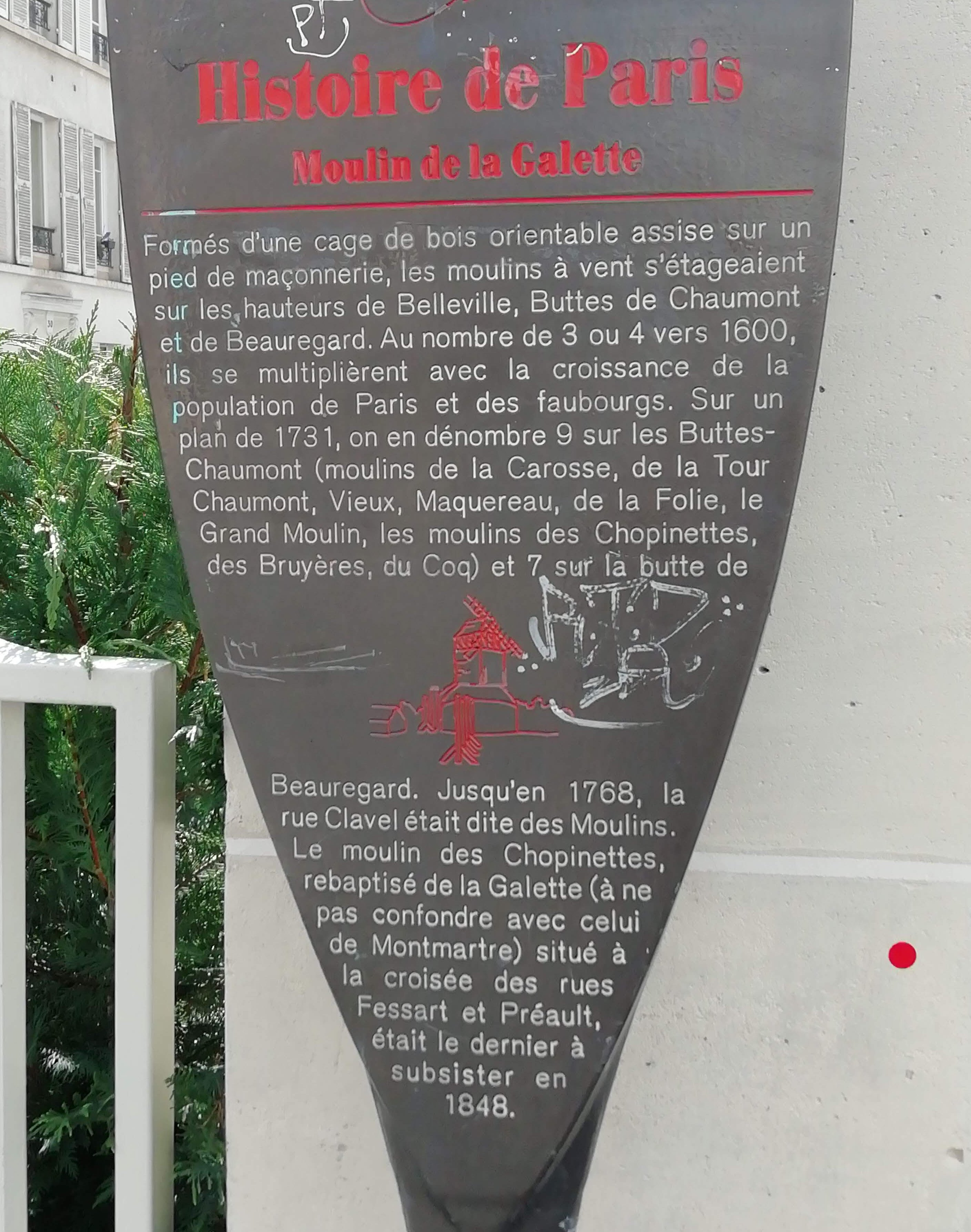
Panneau Histoire de Paris
« Moulin de la Galette »,situé à l'angle de la rue Fessart et de la rue Clavel.

En 1730, cette voie est un sentier qui terminait le  chemin tendant de la montagne de Belleville aux moulins et terres de la Butte-Chaumont (rue Clavel) qui desservait le moulin du Coq et le moulin des Bruyères (square Bolivar) et conduisait au moulin des  Chopinettes, au Grand-Moulin, au moulin de la Folie, au moulin de Macquereau, au Vieux-Moulin, au moulin du Carrosse et au moulin de la Tour-de-Chaumont, tous édifiés sur le haut du versant méridional de la butte de Chaumont dont le versant jusqu'à la rue Rébeval était troué de carrières de plâtre.
Au-delà du moulin de la Tour, le sentier descendait en pente rapide vers le gibet de Montfaucon, proche de la rue de la Grange-aux-Belles .
La partie entre les rues Clavel et Botzaris est indiquée sur le cadastre de 1812.
Rattachée à la voirie de Paris en 1863, la rue est prolongée jusqu'à la rue de La Villette puis, en 1889, jusqu'à la rue de Palestine.
En 1868, la partie de la rue située de l'autre côté des Buttes-Chaumont est détachée pour former la rue Secrétan :

### Décret du10 août 1868
« Napoléon, etc., 

sur le rapport de notre ministre secrétaire d’État au département de l'Intérieur,
Vu l'ordonnance du 10 juillet 1816 ;
vu les propositions de M. le préfet de la Seine ;
avons décrété et décrétons ce qui suit :
Article 15. — La partie de la rue Fessard (avec un d final), comprise entre les rues de Mexico et de Puebla, recevra le nom de rue Sécrétant (avec un t final) ;
etc.
Article 17. — Notre ministre secrétaire d'État au département de l'Intérieur est chargé de l'exécution du présent décret.
Fait au palais de Fontainebleau, le 10 août 1868. »
La partie située dans les Buttes-Chaumont s'appelle aujourd'hui l'avenue du Général-San-Martin.
Le 30 janvier 1918, durant la Première Guerre mondiale, le no 4 rue Fessart est touché lors d'un raid effectué par des avions allemands.

## Bâtiments remarquables et lieux de mémoire

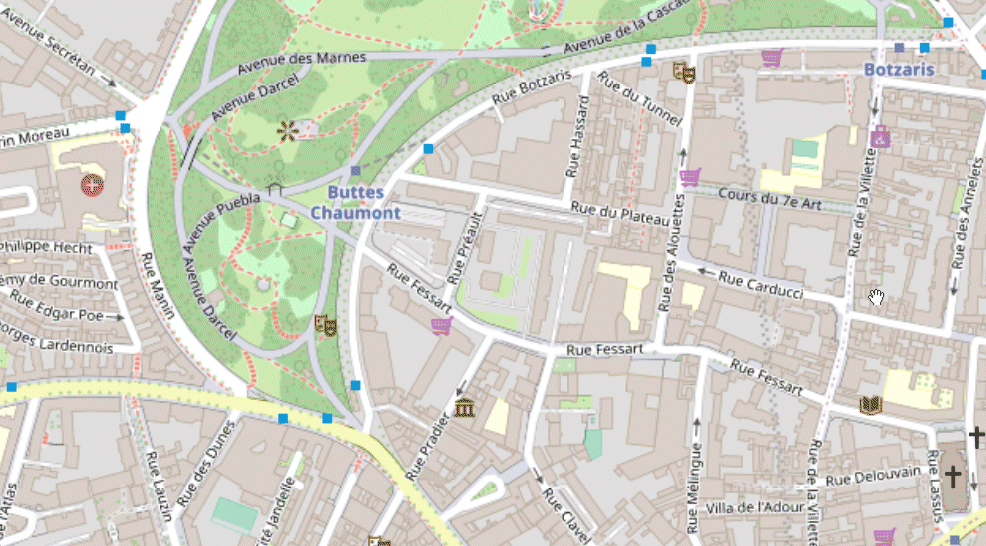
Tracé de la rue en 2022.

- No 2 : école élémentaire publique Fessart.
- No 6 : bibliothèque Jacqueline Dreyfus-Weill (ex-Fessart), créée en 1922 par le Comité américain pour les régions dévastées. Le bâtiment actuel date de 1933.
- No 24 : siège du journal L'Anarchie. Victor Kilbaltchiche et Rirette Maitrejean, anarchistes et membres de la bande à Bonnot, y ont demeuré.
- No 35 : Centre d'hébergement et de réinsertion sociale Pauline Roland, fondé en 1890 par l’Œuvre de l'hospitalité de nuit pour les femmes et les enfants[6].

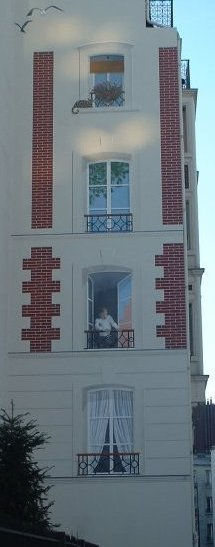
Mur peint au n° 23 (en 2018).
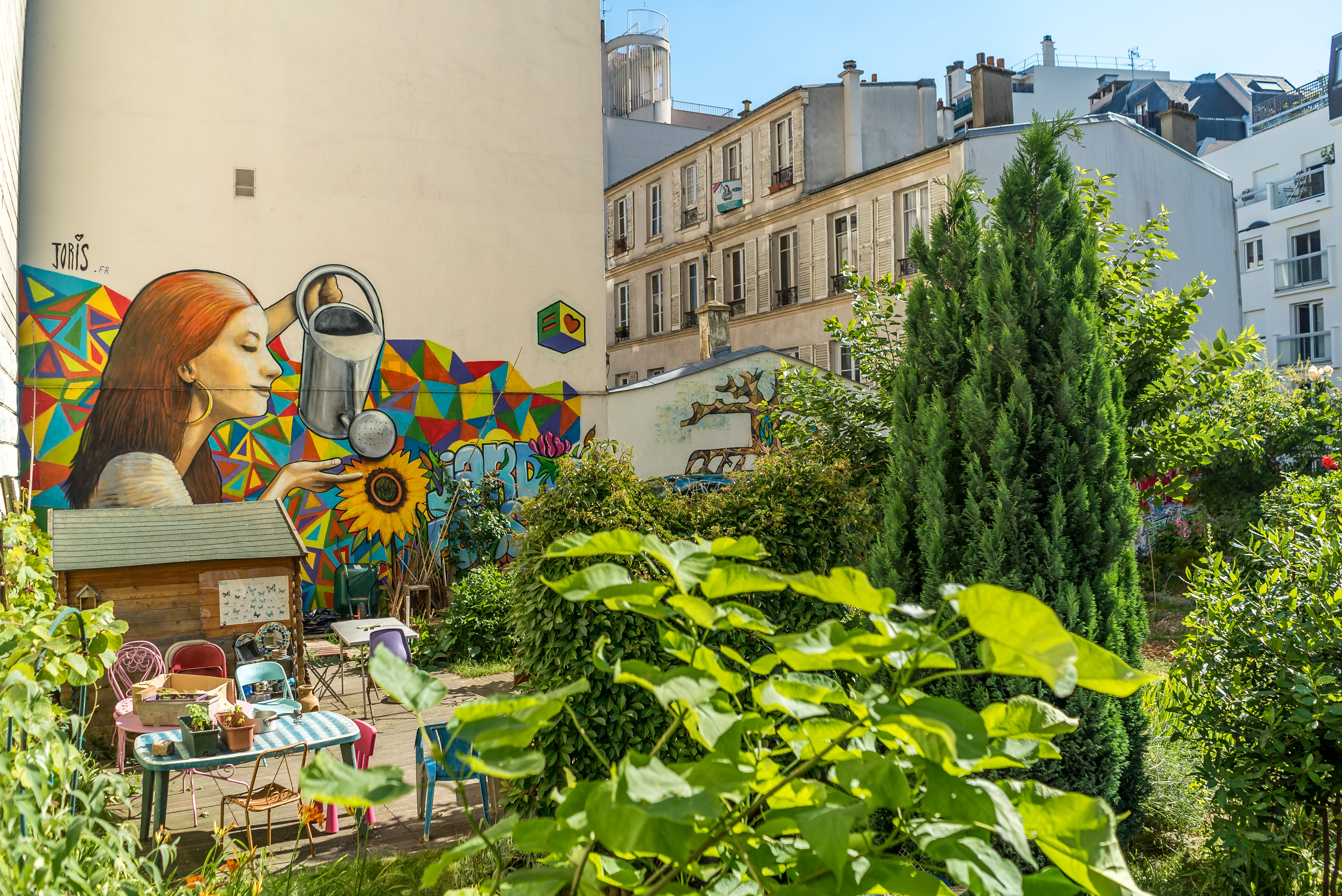
Jardin partagé, angle rue Fessart et rue Clavel (en 2018).
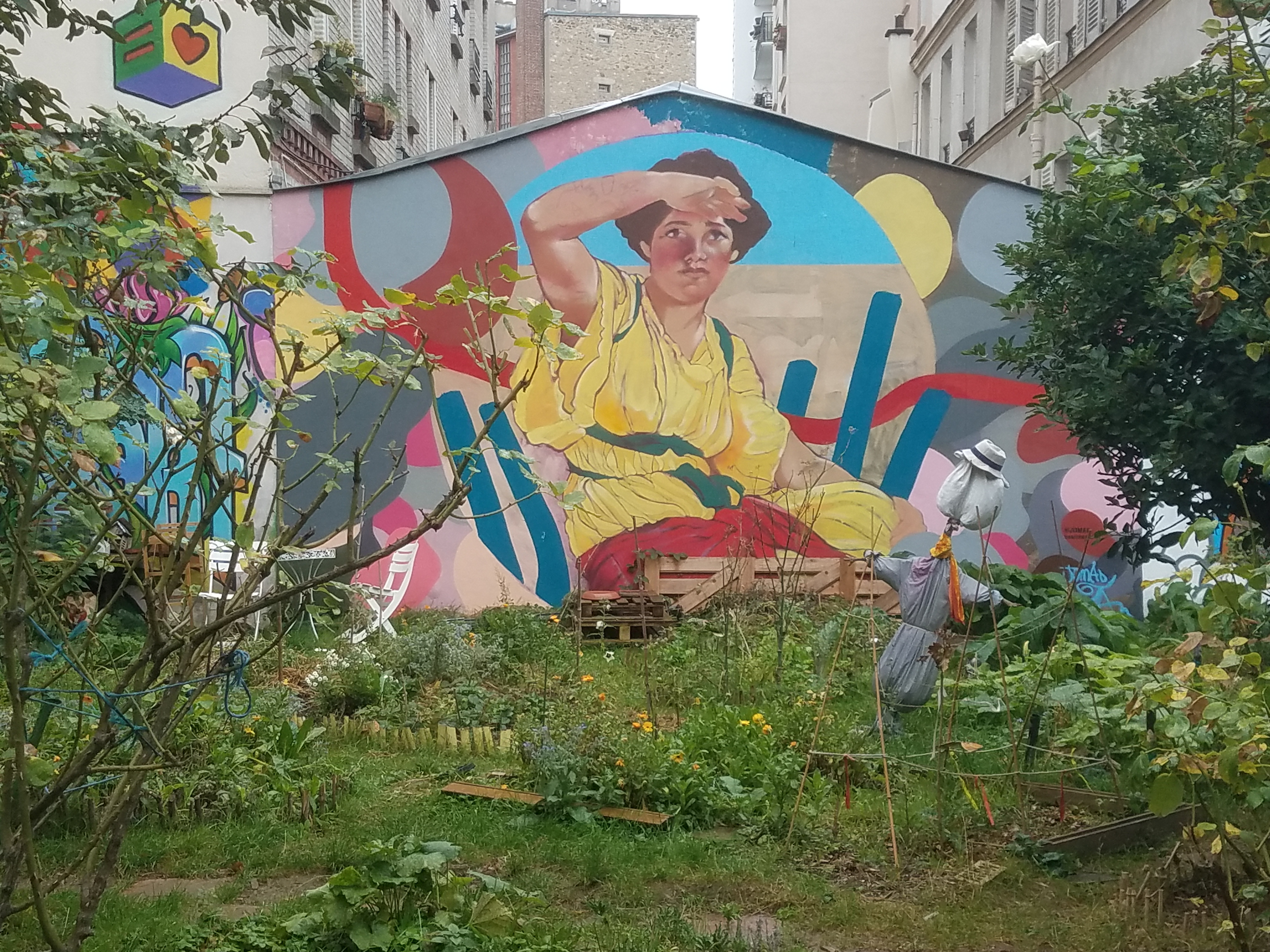
Le même en 2022.